# كرول إينك
كرول إينك شركة أمن خاصة، أسسها سنة 1972 جولس كرول؛ كانت بداياتها كشركة لخدمات الحماية تطورت فيما بعد إلى شركة ذات تخصصات متعددة من تقديم رجال الحماية bodygards إلى تقديم خدمات في ميدان علم الجنائيات. كانت هذه الشركة دائمة التعاقد مع الحكومة الأمريكية ومع شركات الأسلحة الأمريكية مما جعل البعض يتهمها بأنها مخترقة وتعج بعملاء السي أي أيه. كما كانت كرول أيضا هي الشركة المكلفة بحماية مبنى التجارة العالمي حتى تدميره في أحداث 11 سبتمبر.

## وصلات خارجية
وصلة إلى موقع الشركة